# 鉅緣梳蘚
鉅緣梳蘚（学名：Ctenidium serratifolium）为灰蘚科梳蘚屬下的一个种。

## 扩展阅读
- 維基物種上的相關：鉅緣梳蘚